# Too Young To Die
«Too Young To Die» (en español: Demasiado Joven Para Morir), es un sencillo hecho por la banda británica Jamiroquai, el segundo de su primer álbum, Emergency On Planet Earth, grabado en el año 1992 y cuyo disco fue publicado el año siguiente.La edición original de esta canción dura arriba de seis minutos, mientras que en sus recopilatorios (como el disco High times 1992-2006) el sencillo dura 3:22, recortando el segundo verso y el coro. También existe una versión que dura aproximadamente diez minutos. La letra de la canción habla del miedo de guerra y muerte debido a las maquinaciones políticas y de los niños que son tratados como soldados de guerra. Esto destaca el contenido social de la letra de la canción.

## El vídeo musical
El vídeo musical de Too Young To Die fue dirigido por W.I.Z. y consistió principalmente en que Jay Kay (vocalista de la banda) aparece en unas instalaciones militares.
- Datos: Q290400